# Anhydrophryne hewitti
Anhydrophryne hewitti é uma espécie de anfíbio da família Petropedetidae.
Pode ser encontrada nos seguintes países: África do Sul e possivelmente em Lesoto.
Os seus habitats naturais são: florestas temperadas, matagal de clima temperado e rios.